# Єнютін Георгій Васильович
Гео́ргій Васи́льович Єню́тін (нар. 4 квітня 1903, місто Маріуполь Катеринославської губернії, тепер Донецької області — 2 березня 1969, Москва) — український радянський партійний та господарський діяч. Член ЦК КП(б)У в 1949—1952 р. Член Центральної ревізійної комісії КПРС у 1952—1956 р. Член ЦК КПРС у 1956—1966 р. Член Бюро ЦК КПРС по РРФСР в листопаді 1962 — квітні 1966 р. Депутат Верховної Ради СРСР 3—6-го скликань.

## Біографія
Народився 21 березня (4 квітня) 1903 року в родині робітника. Трудову діяльність розпочав у 1920 році. У квітні 1920 — липні 1923 року — слюсар механічних майстерень Маріупольської районної бази споживчої кооперації. У 1923 році вступив до комсомолу.
У вересні 1923 — вересні 1924 року — секретар Володарського районного комітету ЛКСМУ Маріупольського округу.
Член РКП(б) з вересня 1924 року.
У вересні 1924 — вересні 1928 року — студент робітничого факультету при Дніпропетровському гірничому інституті.
У вересні 1928 — квітні 1932 року — студент сталеплавильного факультету Дніпропетровського металургійного інституту, інженер-металург.
У травні 1932 — лютому 1933 року — інженер-конструктор, у лютому 1933 — січні 1934 року — начальник відділу технічної пропаганди, у січні 1934 — січні 1937 року — начальник зміни мартенівського цеху, у січні 1937 — лютому 1938 року — заступник начальника мартенівського цеху, у лютому — серпні 1938 року — заступник головного інженера, у серпні 1938 — березні 1939 року — начальник мартенівського цеху, у березні — грудні 1939 року — заступник головного інженера, 29 грудня 1939 — 25 березня 1941 року — секретар парткому, партійний організатор ЦК ВКП(б) Маріупольського заводу «Азовсталь» імені Серго Орджонікідзе Сталінської області.
25 березня (офіційно 16 травня) — грудень 1941 року — секретар Сталінського обласного комітету КП(б) України з металургії.
25 грудня 1941 (офіційно 15 січня 1942) — 25 січня 1943 року — секретар Новосибірського обласного комітету ВКП(б) з металургії. 25 січня 1943 — 2 лютого 1945 року — секретар Кемеровського обласного комітету ВКП(б) з металургії. 2 лютого 1945 — 25 квітня 1946 року — 3-й секретар Кемеровського обласного комітету ВКП(б).
1 червня (затв. у вересні) 1946 — 20 квітня 1947 року — заступник секретаря Сталінського обласного комітету КП(б) України з металургійної промисловості — завідувач відділу металургійної промисловості Сталінського обласного комітету КП(б)У.
20 квітня — 22 листопада 1947 року — 2-й секретар Запорізького обласного комітету КП(б) України.
22 листопада 1947 — 5 вересня 1951 року — 1-й секретар Запорізького обласного комітету КП(б) України. Одночасно 22 листопада 1947 — 20 березня 1950 року — 1-й секретар Запорізького міського комітету КП(б) України. 
У вересні 1951—1952 роках — слухач Курсів перепідготовки при ЦК ВКП(б).
У 1952—1953 роках — інструктор, завідувач підвідділу і заступник завідувача відділу партійних, профспілкових та комсомольських органів ЦК КПРС.
У січні 1954 — листопаді 1957 року — 1-й секретар Каменського обласного комітету КПРС.
18 грудня 1957 — 22 липня 1961 року — голова Комісії Радянського контролю при Раді Міністрів СРСР. 22 липня 1961 — 23 листопада 1962 року — голова Комісії Державного контролю при Раді Міністрів СРСР.
18 грудня 1962 — 17 грудня 1965 року — голова Комітету партійно-державного контролю Бюро ЦК КПРС по РРФСР і Ради Міністрів РРФСР. 18 грудня 1962 — 7 липня 1966 року — заступник голови Ради Міністрів РРФСР.
17 грудня 1965 — 20 квітня 1966 року — голова Комітету народного контролю РРФСР.
З квітня 1966 року — на пенсії в Москві. Був заступником голови Центрального правління Товариства радянсько-польської дружби.
Помер після важкої тривалої хвороби.

## Нагороди
- два ордени Леніна
- три ордени Трудового Червоного Прапора (1939, 1943,)
- орден Червоної Зірки (1945)
- орден Вітчизняної війни 2-го ст. (1945)
- медаль «За доблесну працю» (1946)
- медалі